# My Father’s Song
«My Father’s Song» (с англ. — «Песня моего отца») —  песня, записанная американской певицей Барброй Стрейзанд для её семнадцатого студийного альбома Lazy Afternoon (1975). Она была выпущена как сингл в августе 1975 года лейблом Columbia Records. Руперт Холмс написал песню в сотрудничестве продюсером Джеффри Лессером. Сентиментальная баллада была посвящена детству Стрейзанд, в частности её отношениям с отцом.

## Чарты
| Чарт (1975)                        | Пиковая позиция |
| ---------------------------------- | --------------- |
| Канада (RPM Adult Contemporary)    | 15              |
| США (Billboard Adult Contemporary) | 11              |